# 天使聖母聖殿
天使聖母聖殿（西班牙語：Basílica de Nuestra Señora de los Ángeles）位於哥斯大黎加卡塔哥。這座教堂建於1639年，並被地震部分摧毀，後被修復，目前的建築可以追溯到1939年。建築形式為拜占庭式建筑。
教堂主祀哥斯大黎加的守護聖母Virgen de los Angeles。

## 圖冊
- 教堂夜景
- 教堂內部